# American Psycho II
American Psycho II (ang. American Psycho II: All American Girl) – amerykański film fabularny z 2002 roku, który jest sequelem filmowej adaptacji powieści Breta Eastona Ellisa pt. American Psycho. Film wydano na potrzeby rynku wideo i telewizji.

## Obsada
- Mila Kunis jako Rachael
- William Shatner jako Starkman
- Geraint Wyn Davies jako Daniels
- Robin Dunne jako Brian
- Lindy Booth jako Cassandra
- Charles Officer jako Keith Lawson
- Jenna Perry jako młoda Rachael
- Michael Kremko jako Patrick Bateman
- Kate Kelton jako Clara
- Quancetia Hamilton jako sąsiadka
- John Healy jako Gill
- Kim Poirier jako Barbara
- Kim Schraner jako Elizabeth McGuire
- Shoshana Sperling jako Gerty

## Slogany reklamowe
- Angrier. Deadlier. Sexier. (pol. Groźniej. Śmiertelniej. Seksowniej)[1]
- A Girl's Gotta Do What A Girl's Gotta Do.
- Pure evil chooses no gender.
- Sex is the main weapon for bizarre killings!